# مؤتمر المحمرة
مؤتمر المحمرة عقد في 5 أيار/مايو 1922م في مدينة المحمرة، وذلك لمناقشة الخلافات الحدودية بين سلطنة نجد وملحقاتها والعراق والكويت، وبوساطة من الشيخ خزعل وبحضور أحمد الثنيان نيابة عن السلطان عبد العزيز بن سعود (الملك فيما بعد)، وحاكم الكويت سالم المبارك الصباح يرافقه الشيخ عبد الله الجابر الصباح، ووزير المواصلات العراقي صبيح نشأت مندوب الملك فيصل ملك العراق، والمندوب السامي البريطاني السير بيرسي كوكس.

## النتائج
قال علي الوردي في كتابه (لمحات اجتماعية من تاريخ العراق) "لم يكد ابن سعود يطلع على معاهدة المحمّرة حتى ثار به الغضب وأعلن أنه يرفض توقيع المعاهدة بحجة أن مندوبه في مؤتمر المحمرة كان متساهلاً وأنه خرج عن نطاق توصياته التي أوصاه بها . وأخذ ابن سعود يعلن تذمره من الإنكليز بدعوى أنهم صاروا يميلون الى العائلة الهاشمية ضداً له".